# Debbie Wasserman Schultz
Debbie Wasserman Schultz, född 27 september 1966 i New York, är en amerikansk demokratisk politiker. Hon har varit invald i USA:s representanthus sedan 2005.
Wasserman Schultz studerade statsvetenskap vid University of Florida. Hon avlade där kandidatexamen 1988 och masterexamen 1990. Hon efterträdde Peter Deutsch som ledamot av USA:s representanthus i januari 2005.
Inför demokratiska partiets nationella konvent för att utse en kandidat till presidentvalet 2016 tvingades hon avgå som dess ordförande. Det hade framkommit (bl. a. via e-post) att hon aktivt motverkat nomineringen av Bernie Sanders till förmån för Hillary Clinton.